# Vlag van Guinee-Bissau

Vlag van Guinee-Bissau (ratio 1:2)

De nationale vlag van Guinee-Bissau werd officieel in gebruik genomen sinds 24 september 1973, nadat het land zijn onafhankelijkheid van Portugal bereikte. De vlag bevat de traditionele Pan-Afrikaanse kleuren groen, rood en geel, en ook de zwarte ster van Afrika. Het ontwerp van de vlag werd sterk beïnvloed door de vlag van Ghana. De kleuren hebben dezelfde betekenissen: het rood staat voor het bloed van de martelaren, het groen voor de bossen, en het geel voor de minerale rijkdom.
De kleuren rood, groen, geel en zwart komen, evenals de ster, terug in het embleem van Guinee-Bissau.

Vlag van PAIGC
Vlag van de strijdkrachten